# Pakruojis
Pakruojis es una ciudad de Lituania en la Provincia de Šiauliai. Está situada junto al río Kruoja, al que embalsa en una presa en la misma ciudad. 

## Geografía
La ciudad está situada en las tierras bajas de Mūša-Nemunelis junto al río Kruojas. En sus cercanías se extrae roca dolomía, de la cual se hace grava para la construcción de carreteras. La minería es la principal industria del distrito de Pakruojis.

## Historia
Pakruojis y sus alrededores forman parte del territorio habitado por los Semigalianos. Pakruojis fue mencionado por primera vez en 1531. El 10 de julio  en 1613 se construyó la primera iglesia en Pakruojis. En 1801 se construyó en la ciudad la sinagoga de madera más antigua de Lituania, Pakruojos.
Las canteras de dolomita instaladas cerca de Pakruoj (Petrašiūnai y Klovainii) tuvieron una importancia especial para el crecimiento de la población. En 1950 se concedieron derechos de ciudad a Pakruojis. En 1974 se inauguró una fábrica de estructuras de hormigón armado. En 1982 se construyó un ferrocarril desde Radviliškis y las vías estrechas fueron reemplazadas por vías anchas. En 1993 se apruebó el escudo de armas de Pakruojis.

## Demografía
A continuación, se muestra la evolución demográfica desde el año 1959:
| Gráfica de evolución demográfica de Pakruojis entre 1959 y 2023 |
|                                                                 |
|                                                                 |

## Lugares de interés
- Plaza de los Condes von Ropp (principios del siglo XIX).
- Catedral de San Juan Bautista (construida en 1887).
- Sinagoga de madera (1801). Inscrito en el Registro de Valores Culturales de Lituania. Durante la posguerra, el edificio se utilizó como cine y posteriormente se instaló allí un almacén. En mayo de 2003 , sufrió graves daños por un incendio.[2] [3] [4] [5]
- Parque Inglés a lo largo del río Kruoja.
- Puente arqueado sobre el río Kruoja. Construido en 1819 . Quedó reflejado en el escudo de armas de la ciudad.
- Cementerio de soldados soviéticos.

## Galería
|                   |
| Mansión Pakruojis |

|                               |
| Catedral de San Juan Bautista |

|         |
| Embalse |

|                 |
| Puente peatonal |

|          |
| Sinagoga |

|                            |
| Puente sobre el río Kruoja |